# Sibbarps JUF
Sibbarps JUF var en sektion av Jordbrukare-Ungdomens Förbund (JUF) i Sibbarps socken, Sverige, som hade ett elitvolleybollag under 1970-talet.
Föreningen grundades i oktober 1927 och startade en idrottsförening 1937 Som på många andra platser kom volleybollen till orten genom 4H-rörelse Damlaget vann division III 1967 då seriespelet i Halland startade. De fortsatte med att vinna division II hösten 1968 och därigenom kvalificerade de sig för division I (det dåvarande namnet på högsta serien, numera kallas serien Elitserien). Under 1969 hade föreningen tre lag i spel, förutom laget i division I, hade de även ett lag i division II och ett lag i division IV.  
Damlaget kom att spela i högsta serien under fyra år, medan herrlaget som bäst spelade i näst högsta serien. Säsongen 1974/1975 kom damlaget sexa i serien, som även omfattade näraliggande Veddige Bollklubb. Satsningen avslutades av ekonomiska skäl. JUF-föreningen lades ner 13 augusti 1975. Volleybollsektionen blev då en egen klubb med namnet Tandem Volley 75, med säte i näraliggande Tvååker. Stig-Arne Skärbäck, som spelade i herrlaget, blev 26 år gammal generalsekreterare för svenska volleybollförbundet.
Laget tränade på ett fält vid Sibbarps bygdegård och spelade sina matcher på Övrevi idrottsplats.